# Eumichtis fiorii
Eumichtis fiorii är en fjärilsart som beskrevs av Charles Boursin 1940. Eumichtis fiorii ingår i släktet Eumichtis och familjen nattflyn. Inga underarter finns listade i Catalogue of Life.